# Telchius barbarus
Espèce
Telchius barbarus est une espèce d'araignées aranéomorphes de la famille des Oonopidae.

## Distribution
Cette espèce est endémique d'Algérie.

## Publication originale
- Simon, 1893 : Arachnides. Voyage de M. E. Simon au Venezuela (décembre 1887 - avril 1888). 21e Mémoire. Annales de la Société Entomologique de France, vol. 61, p. 423-462 (texte intégral).